# デルマ (ハイチ)
デルマ (ハイチ語：Dèlma)は、ハイチ・西県のポトプランス郡にある都市。人口は39万5260人（2015年推計）。首都ポルトープランスの東に隣接し、都市圏の一部となっている。市域の大半は緑の多い丘陵地で、比較的裕福な住人が多い。

## 人口
- 2009年7月1日：35万9451人[2]
- 2015年：39万5260人

## 歴史
2010年1月12日、ハイチ地震が発生した。
2月1日、街頭の電力が復旧した。

## 経済
ハイチで最も裕福な自治体になった。
税収は4億グールドを超えた。
2017年3月16日のレートは1グールド=1.6413円なので、4億グールドは6億5652万円である。